# Xenopseustis poecilastis
Xenopseustis poecilastis là một loài bướm đêm trong họ Noctuidae.